# 植田健
植田 健（うえだ けん、1986年7月16日 - ）は、日本の俳優、タレント。所属事務所はサンミュージックブレーン。東京都出身。身長170cm、血液型O型。

## 出演

### 映画
- 模倣犯
- 1980

### テレビドラマ
- アテンションプリーズ（フジテレビ）
- さくら（NHK）
- 松本清張特別企画・黒い画集〜紐（2005年、テレビ東京）
- 新・天までとどけ4（TBS）
- 性病先生（2006年、GyaO）
- 蝉しぐれ（2003年、NHK）
- ドールハウス（2004年、TBS）
- 冬の輪舞（2005年、東海テレビ）
- 御宿かわせみ・第三章（2005年8月5日、NHK） - 見習い同心・進藤数馬 役
- ヤンキー母校に帰る（2003年TBS）
- ダブルスコア（2002年、フジテレビ）
- タクシードライバーの推理日誌25（2009年、テレビ朝日）
- 大切なことはすべて君が教えてくれた（2011年、フジテレビ）
- 土曜ワイド劇場「温泉 (秘) 大作戦10」（2011年8月、朝日放送） - 石沢刑事 役
- マルホの女〜保険犯罪調査員〜 第5話（2014年、テレビ東京） - 菅原誠人 役
- 赤と黒のゲキジョー「ヤバい検事 矢場健〜ヤバケンの暴走捜査〜4」（2014年11月、フジテレビ） - 有村仁志 役

### テレビ番組
- クイズ日本語王（TBS）